# مولنوبيرافير
مولنوبيرافير (بالإنجليزية: Molnupiravir)‏؛ عقار قيد الأبحاث والتطوير لمكافحة مرض فيروس كورونا. طُوّر العقار لاستهداف الجزء المسؤول عن تكاثر الفيروس، وهي آلية علاج مختلفة عن معظم لقاحات كورونا التي تعتمد استهداف البروتين الشوكي للفيروس.